# 15460 Manca
15460 Manca este un asteroid din centura principală, descoperit pe 25 decembrie 1998, de Andrea Boattini și Luciano Tesi.